# Mortes em 2000
Esta é uma relação de pessoas notáveis que morreram durante o ano de 2000, listando nome, nacionalidade, ocupação e ano de nascimento.

## Janeiro

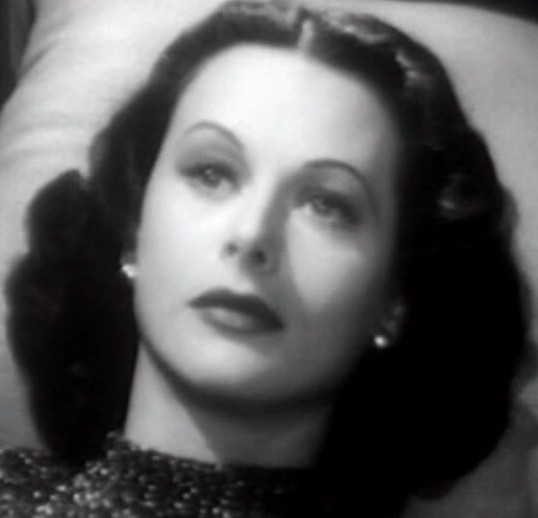
19 de Janeiro - Hedy Lamarr, atriz austríaca (n. 1914).

| Dia | Nome                    | Profissão ou motivo de reconhecimento           | Nacionalidade          | Ano de nasc. | Ref   |
| --- | ----------------------- | ----------------------------------------------- | ---------------------- | ------------ | ----- |
| 1   | Marcantônio Vilaça      | Artista plástico                                | Brasil                 | 1962         |       |
| 1   | Domingo Roa Pérez       | Prelado                                         | Venezuela              | 1915         |       |
| 1   | Elói Correia Abreu      | Comerciante e político                          | Portugal               | 1917         |       |
| 2   | Elmo Zumwalt            | Líder                                           | Estados Unidos         | 1920         |       |
| 2   | Nat Adderley            | Músico de jazz, trompetista e cornetista        | Estados Unidos         | 1931         |       |
| 2   | Patrick O'Brian         | Escritor                                        | Inglaterra             | 1914         |       |
| 2   | Ana María Martínez Sagi | Poetisa                                         | Espanha                | 1907         |       |
| 3   | Bernhard Wicki          | Ator e cineasta                                 | Áustria                | 1919         |       |
| 3   | Iturival Nascimento     | Advogado, empresário e político                 | Brasil                 | 1935         |       |
| 4   | Spíros Markezínis       | Ex-primeiro-ministro de seu país                | Grécia                 | 1909         |       |
| 4   | Morgana                 | Cantora                                         | Brasil                 | 1934         |       |
| 6   | Don Martin              | Cartunista                                      | Estados Unidos         | 1931         |       |
| 6   | Augusto Fraga           | Cineasta                                        | Portugal               | 1920         |       |
| 7   | J. Silvestre            | Ator e Apresentador de TV                       | Brasil                 | 1922         | [ 1 ] |
| 12  | Marc Davis              | Artista e animador                              | Estados Unidos         | 1913         |       |
| 14  | Clifford Truesdell      | Matemático                                      | Estados Unidos         | 1919         |       |
| 14  | Meche Barba             | Atriz                                           | Estados Unidos/ México | 1922         |       |
| 15  | Annie Palmen            | Cantora                                         | Países Baixos          | 1926         |       |
| 15  | Željko Ražnatović       | Criminoso                                       | Sérvia                 | 1952         |       |
| 18  | Bernardo José Nolker    | Bispo                                           | Brasil                 | 1912         |       |
| 18  | Jester Hairston         | Ator, compositor, arranjador e regente de coral | Estados Unidos         | 1901         |       |
| 19  | Bettino Craxi           | Político                                        | Itália                 | 1934         | [ 2 ] |
| 19  | Hedy Lamarr             | Atriz                                           | Áustria                | 1914         | [ 3 ] |
| 19  | George Ledyard Stebbins | Botânico e geneticista                          | Estados Unidos         | 1906         |       |
| 19  | Rúhíyyih Khanum         | Líder                                           | Canadá                 | 1910         |       |
| 22  | Anne Hébert             | Escritora                                       | Canadá                 | 1916         |       |
| 26  | A. E. van Vogt          | Escritor                                        | Canadá                 | 1912         |       |
| 26  | Don Budge               | Jogador de tênis                                | Estados Unidos         | 1915         |       |
| 26  | Fedato                  | Futebolista                                     | Brasil                 | 1948         |       |
| 27  | Friedrich Gulda         | Pianista e compositor                           | Áustria                | 1930         |       |
| 27  | Mae Faggs               | Velocista                                       | Estados Unidos         | 1932         |       |
| 27  | Matateu                 | Futebolista                                     | Moçambique/ Portugal   | 1927         |       |
| 31  | Gil Kane                | Ilustrador de histórias em quadrinhos           | Estados Unidos         | 1926         |       |
| 31  | Georg Busch             | Físico                                          | Suíça                  | 1908         |       |

## Fevereiro

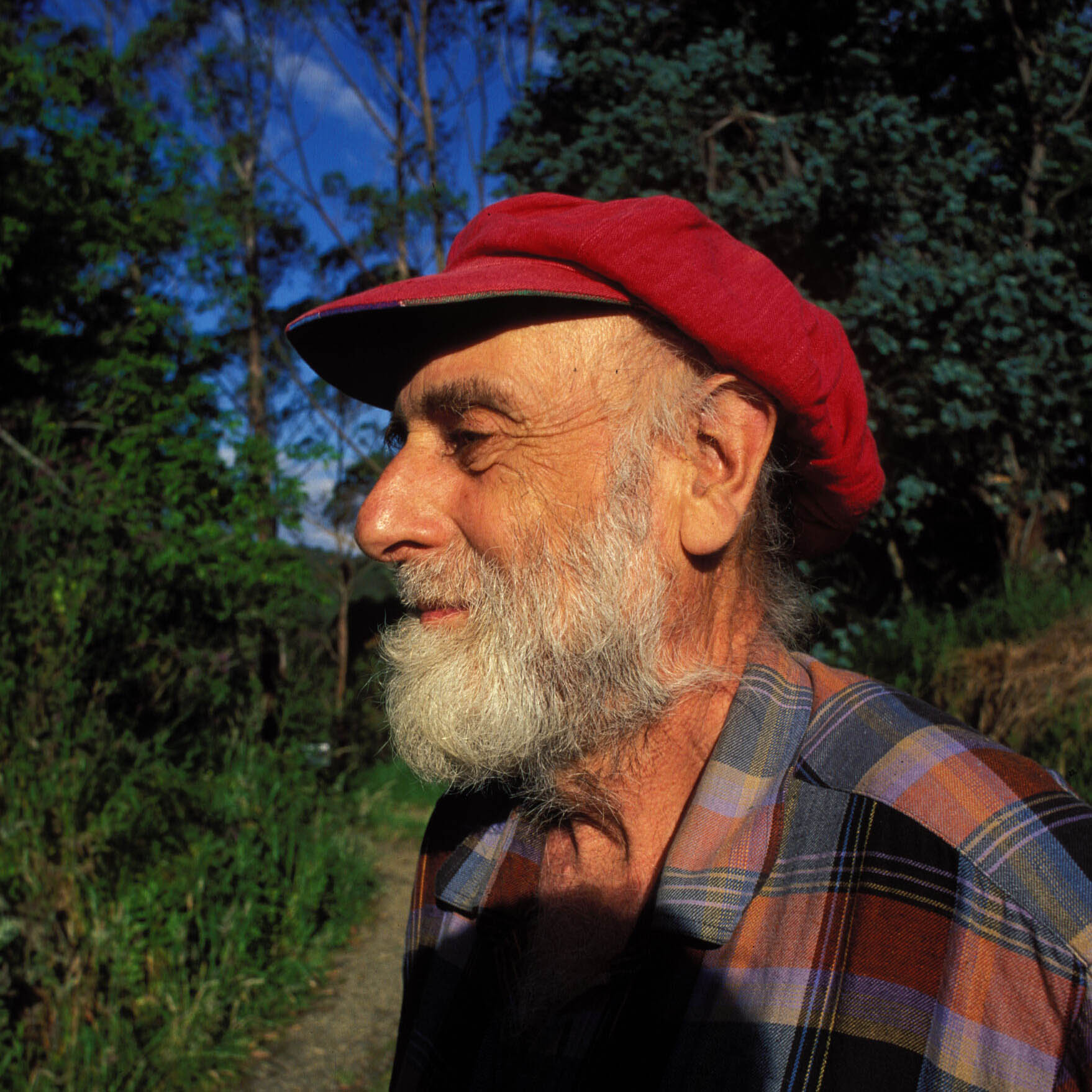
19 de Fevereiro - Friedensreich Hundertwasser, artista austríaco (n. 1928).

| Dia | Nome                                    | Profissão ou motivo de reconhecimento | Nacionalidade          | Ano de nasc. | Ref   |  |
| --- | --------------------------------------- | ------------------------------------- | ---------------------- | ------------ | ----- |  |
| 1   | Pablito Calvo                           | Ator                                  | Espanha                | 1948         | [ 4 ] |  |
| 1   | Dick Rathmann                           | Automobilista                         | Estados Unidos         | 1924         |       |  |
| 1   | James Neel                              | Geneticista                           | Estados Unidos         | 1915         |       |  |
| 3   | Pierre Plantard                         | Cartunista                            | França                 | 1920         |       |  |
| 4   | Décio de Almeida Prado                  | Autor e professor universitário       | Brasil                 | 1917         |       |  |
| 5   | Ronald Robertson                        | Patinador                             | Estados Unidos         | 1921         |       |  |
| 5   | Claude Autant-Lara                      | Cineasta                              | França                 | 1901         |       |  |
| 5   | Geoffrey de Sainte Croix                | Historiador                           | Reino Unido            | 1910         |       |  |
| 5   | George Koltanowski                      | Jogador de Xadrez                     | Bélgica                | 1903         |       |  |
| 6   | Leopoldo Rassier                        | Cantor                                | Brasil                 | 1936         |       |  |
| 7   | Big Pun                                 | Rapper                                | Estados Unidos         | 1971         | [ 5 ] |  |
| 7   | Doug Henning                            | Ilusionista                           | Canadá                 | 1947         |       |  |
| 8   | Ion Gheorghe Maurer                     | Político e advogado                   | Roménia                | 1902         |       |  |
| 8   | Sid Abel                                | Jogador de hóquei no gelo             | Canadá                 | 1918         |       |  |
| 9   | Steve Furness                           | Jogador de futebol americano          | Estados Unidos         | 1950         |       |  |
| 10  | Jim Varney                              | Ator                                  | Estados Unidos         | 1949         |       |  |
| 11  | Jacqueline Auriol                       | Piloto                                | França                 | 1917         |       |  |
| 11  | Roger Vadim                             | Cineasta                              | França                 | 1928         | [ 6 ] |  |
| 12  | Charles M. Schulz                       | Cartunista                            | Estados Unidos         | 1922         |       |  |
| 12  | Oliver                                  | Cantor                                | Estados Unidos         | 1945         |       |  |
| 12  | Screamin' Jay Hawkins                   | Músico e ator                         | Estados Unidos         | 1929         |       |  |
| 13  | David Miguel                            | Cantor                                | Brasil                 | 1926         |       |  |
| 14  | Walter Henry Zinn                       | Físico nuclear                        | Canadá/ Estados Unidos | 1906         |       |  |
| 14  | Tony Bettenhausen, Jr.                  | Automobilista                         | Estados Unidos         | 1951         |       |  |
| 16  | Lila Kedrova                            | Atriz                                 | França/ Rússia         | 1918         |       |  |
| 16  | Nádia Maria                             | Comediante                            | Brasil                 | 1931         | [ 7 ] |  |
| 16  | Carlos Chagas Filho                     | Médico, professor e diplomata         | Brasil                 | 1910         |       |  |
| 19  | Friedensreich Hundertwasser             | Artista e arquiteto                   | Áustria                | 1928         |       |  |
| 19  | Anatoli Sobchak                         | Político                              | Rússia                 | 1937         |       |  |
| 19  | John Nevill, 5.º Marquês de Abergavenny | Nobre                                 | Reino Unido            | 1914         |       |  |
| 20  | Jean Dotto                              | Ciclista profissional                 | França                 | 1928         |       |  |
| 22  | Anescarzinho do Salgueiro               | Intérprete                            | Brasil                 | 1929         |       |  |
| 23  | Ofra Haza                               | Cantora                               | Israel                 | 1957         |       |  |
| 23  | Stanley Matthews                        | Futebolista                           | Inglaterra             | 1915         |       |  |
| 26  | Casimiro Montenegro Filho               | Militar                               | Brasil                 | 1904         |       |  |
| 27  | James Stanley Hey                       | Físico                                | Estados Unidos         | 1909         |       |  |
| 29  | Karen Hoff                              | Velocista                             | Estados Unidos         | 1921         |       |  |

## Março
| Dia | Nome                       | Profissão ou motivo de reconhecimento | Nacionalidade     | Ano de nasc. | Ref   |
| --- | -------------------------- | ------------------------------------- | ----------------- | ------------ | ----- |
| 3   | Beryl McBurnie             | Dançarina                             | Trinidad e Tobago | 1915         |       |
| 3   | Sandra Schmirler           | Curler                                | Canadá            | 1963         |       |
| 3   | Lucy Geisel                | Primeira dama                         | Brasil            | 1917         | [ 8 ] |
| 3   | Artur Pereira e Oliveira   | Médico e escritor                     | Brasil            | 1909         |       |
| 6   | John Colicos               | Ator                                  | Canadá            | 1928         |       |
| 7   | Charles Gray               | Ator                                  | Reino Unido       | 1928         |       |
| 7   | William Donald Hamilton    | Biólogo evolucionista                 | Reino Unido       | 1936         |       |
| 8   | Joe Mullaney               | Basquetebolista                       | Estados Unidos    | 1924         |       |
| 10  | William Porter             | Velocista e barreirista               | Estados Unidos    | 1926         |       |
| 11  | Alfred Schwarzmann         | Ginasta                               | Alemanha          | 1912         |       |
| 13  | Carlo Tagnin               | Futebolista e treinador               | Itália            | 1932         |       |
| 17  | Edward Fred Knipling       | Entomologista                         | Estados Unidos    | 1909         |       |
| 22  | Carlo Parola               | Treinador                             | Itália            | 1921         |       |
| 24  | Marinho de Oliveira Franco | Maestro                               | Brasil            | 1912         |       |
| 27  | Ian Dury                   | Ator, cantautor e cantor              | Reino Unido       | 1942         |       |
| 30  | George Batchelor           | Matemático                            | Austrália         | 1920         |       |
| 30  | Rudolf Kirchschläger       | Político                              | Áustria           | 1915         | [ 9 ] |

## Abril
| Dia | Nome                      | Profissão ou motivo de reconhecimento | Nacionalidade  | Ano de nasc. | Ref    |
| --- | ------------------------- | ------------------------------------- | -------------- | ------------ | ------ |
| 2   | Tommaso Buscetta          | Criminoso                             | Itália         | 1928         |        |
| 3   | Terence McKenna           | Escritor e filósofo                   | França         | 1946         |        |
| 3   | Eri Irianto               | Futebolista                           | Índia          | 1974         |        |
| 6   | Habib Bourguiba           | Presidente de seu país                | Tunísia        | 1903         | [ 10 ] |
| 6   | Brandãozinho              | Futebolista                           | Brasil         | 1925         |        |
| 7   | Moacir Barbosa Nascimento | Futebolista                           | Brasil         | 1921         |        |
| 8   | Claire Trevor             | Atriz                                 | Estados Unidos | 1910         |        |
| 11  | Selma Salmir              | Atriz, dubladora e locutora           | Brasil         | 1921         |        |
| 12  | Christopher Pettiet       | Ator                                  | Estados Unidos | 1976         |        |
| 12  | Edgar Carício de Gouveia  | Prelado                               | Brasil         | 1921         |        |
| 19  | Krum Milev                | Futebolista                           | Bulgária       | 1915         |        |
| 24  | George Volkoff            | Físico                                | Canadá         | 1914         |        |
| 27  | C. R. Boxer               | Historiador e escritor                | Inglaterra     | 1904         |        |
| 28  | Antonio Buero Vallejo     | Dramaturgo                            | Espanha        | 1916         |        |

## Maio
| Dia | Nome                           | Profissão ou motivo de reconhecimento            | Nacionalidade  | Ano de nasc. | Ref    |
| --- | ------------------------------ | ------------------------------------------------ | -------------- | ------------ | ------ |
| 2   | Cláudio Christovam de Pinho    | Futebolista                                      | Brasil         | 1922         |        |
| 3   | John Joseph O'Connor           | Prelado                                          | Estados Unidos | 1920         |        |
| 4   | Sandra Bréa                    | Atriz                                            | Brasil         | 1952         | [ 11 ] |
| 7   | Douglas Fairbanks Jr.          | Ator                                             | Estados Unidos | 1909         |        |
| 8   | Hubert Maga                    | Presidente de seu país                           | Benim          | 1916         | [ 12 ] |
| 10  | Bart, o Urso                   | Urso ator                                        | Estados Unidos | 1977         |        |
| 10  | Kiyoshi Kuromiya               | Autor e ativista                                 | Estados Unidos | 1943         |        |
| 10  | Dick Sprang                    | Cartunista                                       | Estados Unidos | 1915         |        |
| 11  | René Muñoz                     | Ator                                             | Cuba           | 1938         |        |
| 13  | Carlos Varela                  | Professor e radialista                           | Portugal       | 1964         |        |
| 14  | Keizo Obuchi                   | Primeiro-ministro de seu país                    | Japão          | 1937         |        |
| 15  | Sylvan Paezzo                  | Escritor, roteirista e dramaturgo de telenovelas | Brasil         | 1937         |        |
| 16  | Evald Hermaküla                | Ator                                             | Estónia        | 1941         |        |
| 17  | Elsie Lessa                    | Jornalista                                       | Brasil         | 1914         |        |
| 18  | Domingos da Guia               | Futebolista                                      | Brasil         | 1912         |        |
| 20  | Yevgeny Khrunov                | Cosmonauta                                       | Rússia         | 1933         |        |
| 20  | Jean-Pierre Rampal             | Flautista                                        | França         | 1922         |        |
| 21  | Mark Hughes                    | Empresário                                       | Inglaterra     | 1956         |        |
| 21  | Erich Mielke                   | Oficial comunista                                | Alemanha       | 1907         |        |
| 24  | Belchior Joaquim da Silva Neto | Bispo                                            | Brasil         | 1918         |        |
| 26  | Henrique Müller                | Bispo                                            | Brasil         | 1941         |        |
| 30  | Robert P. Casey                | Político                                         | Estados Unidos | 1932         |        |

## Junho
| Dia | Nome                    | Profissão ou motivo de reconhecimento | Nacionalidade                | Ano de nasc. | Ref    |  |
| 5   | João Nogueira           | Cantor e compositor                   | Brasil                       | 1952         |        |  |
| 6   | Maria Laura Mainetti    | Freira e educadora                    | Itália                       | 1939         | [ 13 ] |  |
| 7   | Ljubiša Savić           | Comandante                            | Sérvia/ Bósnia e Herzegovina | 1958         |        |  |
| 8   | Lia de Aguiar           | Atriz                                 | Brasil                       | 1927         |        |  |
| 10  | Hafez al-Assad          | Presidente de seu país                | Síria                        | 1930         | [ 14 ] |  |
| 10  | Rômulo Arantes          | Ator e Nadador                        | Brasil                       | 1957         | [ 15 ] |  |
| 10  | Kaneto Shiozawa         | Dublador                              | Japão                        | 1954         |        |  |
| 11  | Bruno Martino           | Músico                                | Itália                       | 1925         |        |  |
| 14  | Maria do Carmo Gerônimo | Supercentenária                       | Brasil                       | 1871         |        |  |
| 15  | Kim Hwan-Sung           | Músico                                | Coreia do Sul                | 1981         |        |  |
| 16  | Kōjun                   | Imperatriz                            | Japão                        | 1903         | [ 16 ] |  |
| 18  | Nancy Marchand          | Atriz                                 | Estados Unidos               | 1928         |        |  |
| 19  | Noboru Takeshita        | Ex-primeiro-ministro de seu país      | Japão                        | 1924         | [ 17 ] |  |
| 23  | Peter Dubovský          | Futebolista                           | Tchecoslováquia              | 1972         |        |  |
| 24  | David Tomlinson         | Ator e comediante                     | Inglaterra                   | 1917         |        |  |
| 25  | Wilson Simonal          | Cantor e compositor                   | Brasil                       | 1938         |        |  |
| 26  | Alberto Ribeiro         | Cantor                                | Portugal                     | 1920         |        |  |
| 26  | Judith Wright           | Escritora                             | Austrália                    | 1915         |        |  |
| 27  | Pierre Pflimlin         | Político                              | França                       | 1907         |        |  |
| 29  | Vittorio Gassman        | Ator                                  | Itália                       | 1922         |        |  |

## Julho
| Dia | Nome                             | Profissão ou motivo de reconhecimento | Nacionalidade      | Ano de nasc. | Ref    |
| --- | -------------------------------- | ------------------------------------- | ------------------ | ------------ | ------ |
| 1   | Walter Matthau                   | Ator                                  | Estados Unidos     | 1920         | [ 18 ] |
| 2   | James Grogan                     | Patinador artístico                   | Estados Unidos     | 1931         |        |
| 2   | Joey Dunlop                      | Automobilista                         | Irlanda            | 1952         |        |
| 3   | Enric Miralles                   | Arquiteto                             | Espanha            | 1955         |        |
| 5   | Edgar Cardoso                    | Engenheiro de pontes                  | Portugal           | 1913         |        |
| 5   | Dorino Serafini                  | Motociclista e automobilista          | Itália             | 1909         |        |
| 6   | Władysław Szpilman               | Pianista                              | Polónia            | 1911         |        |
| 6   | Lazar Koliševski                 | Presidente de seu país                | Macedônia do Norte | 1914         |        |
| 6   | FM-2030                          | Escritor                              | Estados Unidos     | 1930         |        |
| 11  | Robert Runcie                    | Arcebispo                             | Inglaterra         | 1921         |        |
| 15  | Kalle Svensson                   | Futebolista                           | Suécia             | 1925         |        |
| 15  | Juan Filloy                      | Escritor e advogado                   | Argentina          | 1894         |        |
| 16  | Barbosa Lima Sobrinho            | Jornalista                            | Brasil             | 1897         |        |
| 18  | Francisco Javier Sáenz de Oiza   | Arquiteto                             | Espanha            | 1918         |        |
| 19  | Eladio Dieste                    | Engenheiro                            | Uruguai            | 1917         |        |
| 22  | Claude Sautet                    | Cineasta e cenarista                  | França             | 1924         |        |
| 22  | Teleco                           | Futebolista                           | Brasil             | 1913         |        |
| 22  | Maurício Reis                    | Cantor                                | Brasil             | 1942         | [ 19 ] |
| 24  | Ahmad Shamlou                    | Poeta                                 | Irão               | 1925         |        |
| 26  | John Tukey                       | Estatístico                           | Estados Unidos     | 1915         |        |
| 28  | Abraham Pais                     | Físico                                | Estados Unidos     | 1918         |        |
| 29  | René Favaloro                    | Médico                                | Argentina          | 1923         |        |
| 29  | Hendrik Christoffel van de Hulst | Astrônomo                             | Países Baixos      | 1918         |        |
| 30  | Chico Gil                        | Cantor                                | Brasil             | 1957         |        |
| 31  | István Gulyás                    | Tenista                               | Hungria            | 1931         |        |
| 31  | Thomas Wolff                     | Matemático                            | Estados Unidos     | 1954         |        |

## Agosto
| Dia | Nome                             | Profissão ou motivo de reconhecimento | Nacionalidade           | Ano de nasc. | Ref |
| --- | -------------------------------- | ------------------------------------- | ----------------------- | ------------ | --- |
| 2   | Cristiano Portela de Araújo Pena | Bispo                                 | Brasil                  | 1913         |     |
| 3   | Joann Lõssov                     | Basquetebolista                       | Estónia                 | 1921         |     |
| 5   | Alec Guinness                    | Ator                                  | Inglaterra              | 1914         |     |
| 5   | Afrânio Coutinho                 | Crítico literário                     | Brasil                  | 1911         |     |
| 6   | Otávio Rodrigues de Oliveira     | Criminoso                             | Brasil                  | 1962         |     |
| 7   | Mary Anne MacLeod Trump          | Magnata                               | Estados Unidos/ Escócia | 1912         |     |
| 8   | Harry Delbert Thiers             | Micologista                           | Estados Unidos          | 1919         |     |
| 8   | Lewis Wilson                     | Ator                                  | Estados Unidos          | 1920         |     |
| 9   | John Harsanyi                    | Economista                            | Hungria                 | 1920         |     |
| 9   | Nicholas Markowitz               | Estudante                             | Estados Unidos          | 1984         |     |
| 9   | Herb Thomas                      | Piloto                                | Estados Unidos          | 1923         |     |
| 12  | Loretta Young                    | Atriz                                 | Estados Unidos          | 1913         |     |
| 17  | Franco Donatoni                  | Compositor                            | Itália                  | 1927         |     |
| 18  | Emyr Francisco Soares            | Médico                                | Brasil                  | 1933         |     |
| 18  | Henrique de Barros               | Político                              | Portugal                | 1904         |     |
| 19  | Luce Fabbri                      | Escritora e educadora                 | Uruguai                 | 1908         |     |
| 21  | Daniel Lisulo                    | Político                              | Zâmbia                  | 1930         |     |
| 21  | Abülfaz Elçibay                  | Presidente de seu país                | Azerbaijão              | 1938         |     |
| 24  | Andy Hug                         | Lutador                               | Suíça                   | 1964         |     |
| 24  | Bob McPhail                      | Futebolista                           | Escócia                 | 1904         |     |
| 25  | Carl Barks                       | Cartunista                            | Estados Unidos          | 1901         |     |
| 29  | Francisco Dantas                 | Ator                                  | Brasil/ Lituânia        | 1910         |     |
| 31  | Patricia Owens                   | Atriz                                 | Canadá/ Estados Unidos  | 1925         |     |
| 31  | Yisha'ayahu Schwager             | Futebolista                           | Israel                  | 1946         |     |
| 31  | Joan Hartigan                    | Tenista                               | Austrália               | 1912         |     |

## Setembro

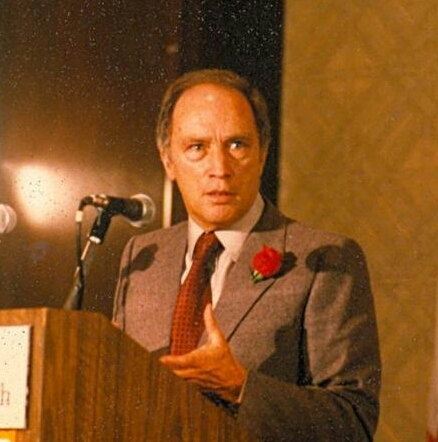
28 de Setembro - Pierre Trudeau, político canadense (n. 1919)..

| Dia | Nome                      | Profissão ou motivo de reconhecimento | Nacionalidade   | Ano de nasc. | Ref    |
| --- | ------------------------- | ------------------------------------- | --------------- | ------------ | ------ |
| 2   | Heinz Harmel              | General                               | Alemanha        | 1906         |        |
| 2   | Vicente Asensi            | Futebolista e treinador               | Espanha         | 1919         |        |
| 2   | Jean Speegle Howard       | Atriz                                 | Estados Unidos  | 1927         |        |
| 3   | Edward Anhalt             | Roteirista                            | Estados Unidos  | 1914         |        |
| 4   | Augusto Vargas Alzamora   | Prelado                               | Peru            | 1922         |        |
| 6   | Jürgen Schütze            | Ciclista                              | Alemanha        | 1951         |        |
| 10  | Humberto Catalano         | Ator                                  | Brasil          | 1904         |        |
| 12  | Florentino Zabalza Iturri | Bispo                                 | Brasil          | 1924         |        |
| 12  | Stanley Turrentine        | Saxofonista                           | Estados Unidos  | 1934         |        |
| 13  | Luzia Maria Martins       | Dramaturga                            | Portugal        | 1927         |        |
| 20  | Gherman Titov             | Cosmonauta                            | União Soviética | 1935         |        |
| 21  | Leonid Rogozov            | Médico                                | Rússia          | 1934         |        |
| 22  | António Lopes Ferreira    | Escritor e poeta                      | Portugal        | 1919         |        |
| 22  | Yehuda Amichai            | Poeta                                 | Israel          | 1924         |        |
| 22  | Saburo Sakai              | Ás da aviação                         | Japão           | 1916         |        |
| 25  | R. S. Thomas              | Poeta                                 | Inglaterra      | 1913         |        |
| 25  | Herberto Padilla          | Poeta                                 | Cuba            | 1932         |        |
| 26  | Baden Powell              | Músico e compositor                   | Brasil          | 1937         |        |
| 27  | Abraham Koogan            | Editor                                | Brasil/ Israel  | 1912         |        |
| 28  | Pierre Trudeau            | Primeiro-ministro de seu país         | Canadá          | 1919         | [ 20 ] |

## Outubro
| Dia | Nome                              | Profissão ou motivo de reconhecimento | Nacionalidade                 | Ano de nasc. | Ref    |
| --- | --------------------------------- | ------------------------------------- | ----------------------------- | ------------ | ------ |
| 3   | Wojciech Has                      | Cineasta                              | Polónia                       | 1925         |        |
| 3   | Benjamin Orr                      | Cantor e músico                       | Estados Unidos                | 1947         |        |
| 4   | Michael Smith                     | Químico                               | Estados Unidos                | 1932         |        |
| 5   | Johanna Döbereiner                | Engenheira agrônoma                   | Brasil                        | 1924         |        |
| 5   | Júlio Pinto                       | Jornalista                            | Portugal                      | 1949         |        |
| 5   | Cătălin Hîldan                    | Futebolista                           | Roménia                       | 1976         |        |
| 5   | Ruth Ellis                        | Ativista                              | Estados Unidos                | 1899         |        |
| 6   | Cuco Sánchez                      | Cantor e compositor                   | México                        | 1921         |        |
| 6   | Richard Farnsworth                | Ator                                  | Estados Unidos                | 1920         |        |
| 9   | David Dukes                       | Ator                                  | Estados Unidos                | 1945         |        |
| 9   | Charles Hartshorne                | Filósofo                              | Estados Unidos                | 1897         |        |
| 10  | Sirimavo Bandaranaike             | Ex-primeira-ministra                  | Sri Lanka                     | 1916         |        |
| 10  | Emile Kuri                        | Diretor de arte                       | México/ Estados Unidos        | 1907         |        |
| 11  | Donald Dewar                      | Político                              | Inglaterra                    | 1937         |        |
| 11  | Pietro Palazzini                  | Prelado                               | Itália                        | 1912         |        |
| 11  | Gus Hall                          | Político comunista                    | Estados Unidos                | 1910         |        |
| 13  | Jean Peters                       | Atriz                                 | Estados Unidos                | 1926         |        |
| 14  | Sebastião Alba                    | Escritor                              | Moçambique                    | 1940         |        |
| 15  | Konrad Bloch                      | Bioquímico                            | Alemanha                      | 1912         |        |
| 16  | Tito Gómez                        | Cantor                                | Cuba                          | 1920         |        |
| 16  | Rick Jason                        | Ator                                  | Estados Unidos                | 1926         |        |
| 17  | João Agripino da Costa Doria Neto | Político                              | Brasil                        | 1919         |        |
| 17  | G. Arthur Cooper                  | Paleontólogo                          | Estados Unidos                | 1902         |        |
| 18  | Sidney Salkow                     | Cineasta                              | Estados Unidos                | 1909         |        |
| 18  | Gwen Verdon                       | Atriz                                 | Estados Unidos                | 1925         |        |
| 18  | Julie London                      | Cantora e atriz                       | Estados Unidos                | 1926         |        |
| 18  | Karl Stein                        | Matemático                            | Alemanha                      | 1913         |        |
| 21  | John Kent                         | Numismata                             | Inglaterra                    | 1928         |        |
| 21  | Dirk Jan Struik                   | Matemático                            | Estados Unidos/ Países Baixos | 1894         |        |
| 23  | Rodney Anoa'i                     | Wrestler                              | Estados Unidos                | 1966         |        |
| 25  | Alberto Demiddi                   | Remador                               | Argentina                     | 1944         |        |
| 26  | Laila Kinnunen                    | Música                                | Finlândia                     | 1939         |        |
| 27  | Lída Baarová                      | Atriz                                 | Hungria                       | 1914         |        |
| 27  | Walter Berry                      | Músico                                | Estados Unidos                | 1929         |        |
| 28  | Carlos Guastavino                 | Músico                                | Argentina                     | 1912         |        |
| 28  | Accioly Neto                      | Músico                                | Brasil                        | 1950         |        |
| 30  | Steve Allen                       | Músico                                | Estados Unidos                | 1921         |        |
| 31  | Kazuki Watanabe                   | Músico                                | Japão                         | 1981         | [ 21 ] |
| 31  | Ring Lardner Jr.                  | Jornalista e roteirista               | Estados Unidos                | 1915         |        |

## Novembro
| Dia | Nome                     | Profissão ou motivo de reconhecimento | Nacionalidade          | Ano de nasc. | Ref    |
| --- | ------------------------ | ------------------------------------- | ---------------------- | ------------ | ------ |
| 1   | Sally Elizabeth Carlson  | Matemática                            | Estados Unidos         | 1896         |        |
| 1   | Steven Runciman          | Historiador                           | Inglaterra             | 1903         |        |
| 1   | George Armstrong         | Futebolista                           | Estados Unidos         | 1944         |        |
| 2   | Eva Morris               | Supercentenária                       | Estados Unidos         | 1885         |        |
| 2   | Simeon Simeonov          | Futebolista                           | Bulgária               | 1946         |        |
| 2   | Michael Herman           | Matemático                            | Estados Unidos/ França | 1942         |        |
| 3   | Helvídio Nunes           | Advogado e político                   | Brasil                 | 1925         |        |
| 4   | Ian Sneddon              | Matemático                            | Escócia                | 1919         |        |
| 6   | L. Sprague de Camp       | Escritor                              | Estados Unidos         | 1907         |        |
| 7   | Ingrid da Suécia         | Rainha                                | Suécia                 | 1910         |        |
| 10  | Adamantíos Andrutsópulos | Político                              | Grécia                 | 1919         |        |
| 10  | Jacques Chaban-Delmas    | Ex-primeiro-ministro de seu país      | França                 | 1915         |        |
| 11  | James Morris Blaut       | Geógrafo                              | Estados Unidos         | 1927         |        |
| 12  | Jairo Azi                | Político                              | Brasil                 | 1933         |        |
| 12  | Franck Pourcel           | Maestro                               | França                 | 1913         |        |
| 15  | Rinaldo Martino          | Futebolista                           | Itália                 | 1921         |        |
| 16  | DJ Screw                 | DJ e rapper                           | Estados Unidos         | 1971         |        |
| 16  | Joe C.                   | Rapper                                | Estados Unidos         | 1974         |        |
| 17  | Louis Eugène Félix Néel  | Físico                                | França                 | 1904         |        |
| 21  | Harald Leipnitz          | Ator                                  | Alemanha               | 1926         |        |
| 22  | Carlos Cardoso           | Jornalista                            | Moçambique             | 1951         |        |
| 22  | Emil Zátopek             | Atleta                                | Chéquia                | 1922         |        |
| 24  | Slavko Barbarić          | Sacerdote e escritor                  | Bósnia e Herzegovina   | 1946         | [ 22 ] |
| 26  | Plínio Doyle             | Advogado e bibliófilo                 | Brasil                 | 1906         |        |
| 26  | Malcolm Bradbury         | Escritor e crítico literário          | Inglaterra             | 1932         |        |
| 28  | Liane Haid               | Atriz                                 | Áustria                | 1895         |        |
| 30  | Ansumane Mané            | Militar e político                    | Guiné-Bissau           | 1940         |        |

## Dezembro

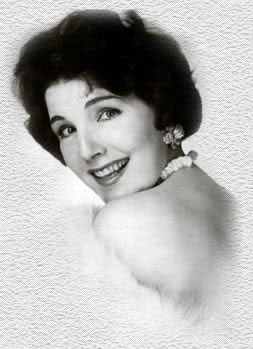
12 de Dezembro - Libertad Lamarque, atriz e cantora argentina (n.1908).

| Dia | Nome                        | Profissão ou motivo de reconhecimento | Nacionalidade     | Ano de nasc. | Ref    |
| --- | --------------------------- | ------------------------------------- | ----------------- | ------------ | ------ |
| 2   | Bibiano Zapirain            | Futebolista                           | Uruguai           | 1919         |        |
| 2   | Gail Fisher                 | Atriz                                 | Estados Unidos    | 1935         |        |
| 3   | Hoyt Curtin                 | Compositor                            | Estados Unidos    | 1922         |        |
| 4   | Eurico da Fonseca           | Autodidata                            | Portugal          | 1921         |        |
| 6   | Werner Klemperer            | Ator                                  | Alemanha          | 1920         | [ 23 ] |
| 6   | Enrique Anderson Imbert     | Professor universitário               | Argentina         | 1910         |        |
| 8   | Omar Fontana                | Empresário                            | Brasil            | 1927         |        |
| 10  | Alberto Ferreira            | Professor, jornalista e escritor      | Portugal          | 1920         |        |
| 10  | Dom                         | Cantor e Compositor                   | Brasil            | 1944         |        |
| 10  | Marie Windsor               | Atriz                                 | Estados Unidos    | 1919         |        |
| 10  | José Águas                  | Futebolista                           | Portugal          | 1930         |        |
| 12  | Libertad Lamarque           | Atriz e cantora                       | Argentina/ México | 1908         | [ 24 ] |
| 12  | George Montgomery           | Ator                                  | Estados Unidos    | 1916         |        |
| 15  | Zygmunt William Birnbaum    | Matemático                            | Ucrânia           | 1915         |        |
| 16  | Alejandro Muñoz Moreno      | Wrestler                              | México            | 1922         |        |
| 18  | Kirsty MacColl              | Cantora e compositora                 | Inglaterra        | 1959         |        |
| 18  | Lajos Dunai                 | Futebolista                           | Hungria           | 1942         |        |
| 18  | Rob Buck                    | Guitarrista                           | Estados Unidos    | 1958         |        |
| 21  | Rober Eryol                 | Futebolista                           | Turquia           | 1930         |        |
| 23  | Victor Borge                | Comediante e pianista                 | Dinamarca         | 1909         |        |
| 23  | Billy Barty                 | Ator                                  | Estados Unidos    | 1924         |        |
| 24  | Laurence Chisholm Young     | Matemático                            | Estados Unidos    | 1905         |        |
| 24  | John Cooper                 | Engenheiro                            | Estados Unidos    | 1923         |        |
| 24  | Willard Van Orman Quine     | Filósofo e matemático                 | Estados Unidos    | 1908         |        |
| 24  | Horace Barker               | Bioquímico e microbiologista          | Estados Unidos    | 1907         |        |
| 26  | Jason Robards               | Ator                                  | Estados Unidos    | 1922         |        |
| 27  | Walter Keane                | Explorador                            | Estados Unidos    | 1915         |        |
| 30  | Julius J. Epstein           | Roteirista                            | Estados Unidos    | 1909         |        |
| 30  | Louis-René des Forêts       | Escritor                              | França            | 1918         |        |
| 31  | Carolina Cardoso de Menezes | Compositora                           | Brasil            | 1913         |        |